# 陳紹寬
陳紹寬（1889年10月7日—1969年7月30日），字厚甫，男，福建省福州府閩縣人，家族為臚峰陳氏。中華民國海軍一級上將，曾任中華民國國民政府海軍部部長、海軍總司令。

## 生平

### 早年生涯

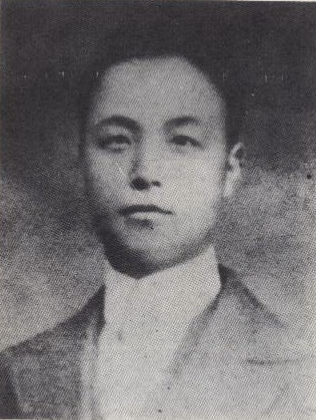
青年時期的陳紹寬

1889年10月7日，陳紹寬生於福建省福州府閩縣胪雷村（現屬福州市倉山區城門鎮）。其父陳兆雄原先是一名箍匠，後投身清朝海军，由水兵升至海圻号巡洋舰中士管輪。受父親影響，陳紹寬在求學時便嚮往海軍。
1903年，陳紹寬考入福州格致書院。1905年赴上海，經薩鎮冰（曾任海圻号巡洋舰管带）保薦，入江南水師學堂駕駛班攻讀，並於1908年以優異成績畢業。
畢業後，陳紹寬被派到通濟艦見習，見習結束後被授予少尉軍銜。1911年，調任為聯鯨號炮艦教習兼二副，升中尉軍銜。同年10月10日，武昌起義爆發，陳紹寬隨聯鯨號炮艦于次日易幟起義。1912年3月，中華民國北京臨時政府成立，陳紹寬調任鏡清練習艦上尉大副。1914年升海軍總司令部少校副官，駐上海。1915年春，陳紹寬奉派與其他公費留學生隨魏瀚（留学生监督）赴美國留學，主攻海航與潛艇技術；同年12月初，中华革命党人陳其美、楊虎、蔣介石等于上海發動肇和舰起义，佔領了肇和舰。陳紹寬指揮北洋海军奪回肇和艦，並因此由海軍總司令部的少校副官升任為肇和艦的上校代理艦長。

### 赴歐考察

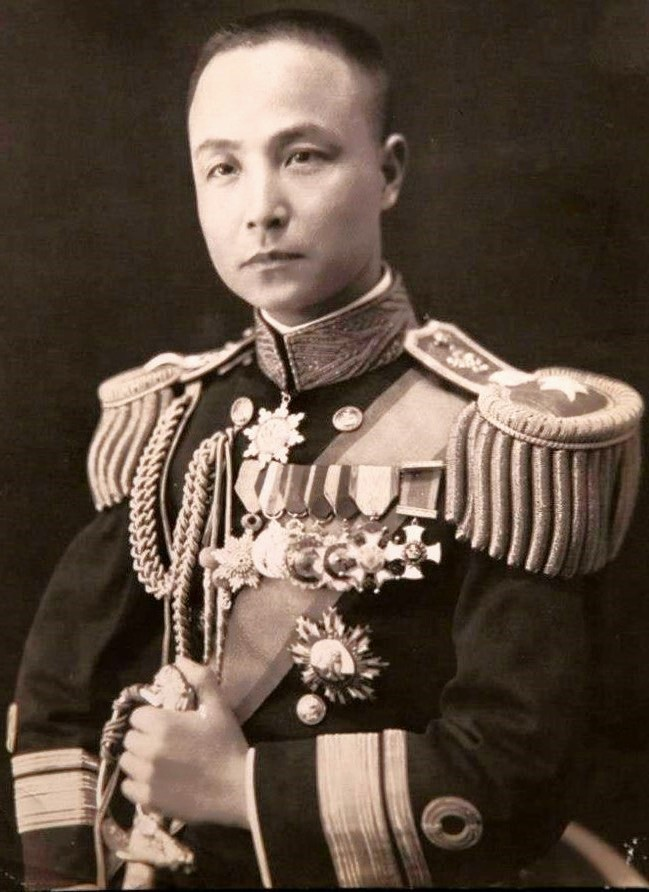
佩戴欧战“杰出服务勋章”的陈绍宽

1916年，陳紹寬奉命赴歐洲考察海軍，第二年在英海軍中參加第一次世界大戰的日德兰海战，獲授“歐戰紀念勳章”。1918年，為中國駐英公使館海軍武官。1919年，任巴黎和會中國代表團專門委員，又任倫敦萬國海路會議中國代表及中國海軍留歐學生監督。是年10月，因奔喪回國。後留國任“通濟”練習艦中校艦長。1923年，改任“應瑞”艦上校艦長。1926年，升海軍第二艦隊少將司令。

### 歸附國民革命軍
1927年10月，繼第一艦隊司令陳季良之後，陳紹寬宣布歸附國民革命軍，並率艦與北洋軍閥孫傳芳大戰，大獲全勝。以拱衛京畿有功，得國民政府一等勳章和“中流砥柱”大勳旗。接著又組成西征艦隊，沿江而上，克漢口，為中央政治委員會武漢分會委員，接著又克長沙、岳州等地。1928年1月，西征結束，奉命回南京。同年12月海軍司令部撤銷，設海軍署，陳紹寬為中將署長，力謀統一中國海軍，但沒有成功。

### 江南造船所所長
1929年3月，蔣桂戰爭爆發，陳紹寬親自以“應瑞”旗艦護送蔣介石第二次西征，隨即佔領湖北、湖南，被委湘鄂政務委員會委員兼湖南省政府委員。6月，國民政府恢復海軍部，陳紹寬為海軍部政務次長兼第二艦隊司令。不久，海軍部長楊樹莊兼福建省長，部務由陳紹寬代理，接著被正式任命為代理部長兼江南造船所所長。

### 海軍部上將
1932年，升海軍部上將部長並為國民政府軍事委員會委員、國民黨中央執行委員。1934年，因創辦“海軍大學”，聘請日本海軍專家分別講授“高等軍事學”和“國際海法”， 引起以“應瑞”艦長林元銓等23位艦長的不滿，聯名控告陳紹寬親日。陳紹寬被查處，因此憤而辭職。之後汪精衛幾次到上海慰留。林元銓等人分別受到調離處理，陳紹寬才回部視事。

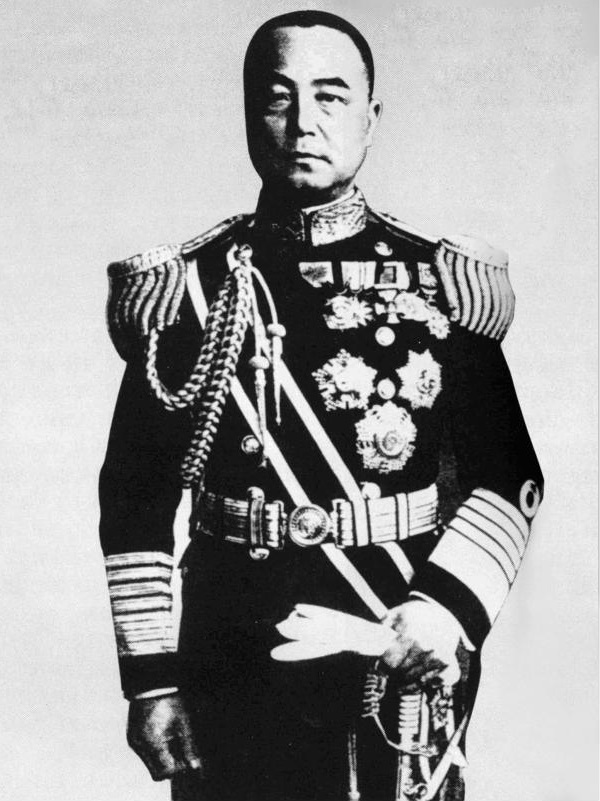
陈绍宽戎装照（摄于1935年）

### 全面抗戰時期
1937年4月，陳紹寬為國民政府代表團副團長，赴英國參加英王喬治六世的加冕覲禮，事後轉往德國考察海軍。同年7月7日，中國抗戰爆發，陳紹寬即回國組織江陰阻塞線，封閉長江下游水道，保衛首都南京。然而因黄濬泄密予日军，江阴失守，中華民國海軍失去全部主力舰只。
抗战期间閩系海軍與其他派系相互傾軋。1943年，他代表海軍部規劃四大戰區，並提出“二十艘航母”計劃。1945年5月，赴美國參加聯合國大會，參與制訂《聯合國憲章》。同年9月9日，在南京參加接受侵華日軍投降儀式。但以後在接收日本海軍的實際工作中，屢受阻撓。

### 拒絕內戰
抗戰勝利是年冬，蔣介石電令陳紹寬率長治艦赴山東堵擊共產黨軍隊。陳紹寬以“抗戰後海軍元氣尚未恢復，且紹寬在抗日期中報效無多，已愧對國人，若再參加內戰，內疚殊大”為藉口，南下檢修。陳紹寬再次提议興建航母艦隊，遭到蔣介石拒絕。蔣介石認為陳紹寬抗令，借端撤銷並武裝接收海軍總司令部，免除陳紹寬職務。陳紹寬因此回鄉，閒居不出。1949年，蔣介石派朱紹良請陳紹寬赴台灣共襄國事，陳抵死相拒。

### 一九四九年后
中華人民共和國成立後，陳紹寬出任華東軍政委員會委員、福建省人民政府副主席、副省長，民革中央副主席等職，又被選為第一、二、三屆全國人民代表大會代表、全会主席團成員，還是中華人民共和國國防委員會委員。退休后隐居于福州老家，他每天清晨到花园里散步、赏花，早餐后先看当天的报纸，然后读史书、练习书法，他还主持修建陈氏祠堂，有时到当地的胪雷小学授课。
文革期间，陈绍宽以民革中央副主席的身份，被周恩来列为“应予保护的干部”，并被安排至医院生活。1969年7月30日，因患胃癌于福州病逝，享年79岁。
1976年“粉碎四人帮”后，福建省人民政府为陈绍宽召开了追悼会，悼词中缅怀他在“解放战争后期，与我党建立了联系，为人民解放事业做出了贡献”的光荣革命经历，赞誉他“工作认真负责，谦虚谨慎，勤勤恳恳，作风正派，生活俭朴”的一生，推重他“是一位受人们尊敬的爱国民主人士”。

## 年谱
- 1889年10月7日生。
- 1906年（17歲），考進南京江南水師學堂航海科駕駛專業
- 1908年（19歲），自南京江南水師學堂航海科畢業。
- 1911年（22歲），調任為聯鯨號炮艦教習兼二副，升中尉軍銜。
- 1912年（23歲），辛亥革命後任鏡清練習艦上尉大副。
- 1914年（25歲），調海軍總司令部任少校副官。
- 1915年（26歲），12月，參與奪回被革命黨人強奪的“肇和”艦。不久，擢升“肇和”艦上校代理艦長。
- 1916年（27歲），被派往美國考察海軍，當年底又被派往西歐各國參觀戰事。
- 1917年（28歲），5月，在英國戰列艦隊和潛艇部隊參加對德國海軍作戰，獲英國政府頒發“特別勞績勳章’。
- 1918年（29歲），赴法國、義大利調查海軍。同年秋任駐英武官等職。
- 1919年（30歲），任北京政府駐英海軍武官兼海軍留歐學生監督，並任出席巴黎和會中國代表團海軍專門委員、國際海道會議中國海軍代表。翌年回國，任“通濟”艦艦長。
- 1922年（33歲），第一次直奉戰爭，以助直有功任海軍總司令部參謀長。
- 1923年（34歲），調任“應瑞”艦艦長，升海軍少將。
- 1926年（37歲），任第二艦隊司令，響應国民革命军北伐，率艦倒戈。
- 1927年（38歲），參加北伐。8月率領艦隊殲滅已搶渡長江南岸的北洋軍閥孫傳芳部，龍潭一役擊敗孫傳芳。9月國民政府傳令嘉獎，授一等勳章和“中流砥柱”勳旗。
- 1928年（39歲），任南京國民政府海軍署署長，晉升中將。
- 1929年（40歲），海軍部成立，任政務次長兼代部務，兼海軍江南造船所所長。6月任海軍部次長（副部長）。
- 1932年（41歲），1月，任海軍部長。決定福州海軍學校每年定期招生，聘請英國海教官到校任教，培養出數百名畢業生。先後派出數批海校留學生，為海軍培育一批骨幹力量。在出任海軍要職的幾年中，對建設海軍，爭回中國版圖、測量權、引水權以及造就海軍人才等，作出了重大貢獻。
- 1935年（46歲），晉升海軍上將，敘第一級（為首批9名一級上將之一），同年當選為國民黨第五屆中央執行委員。
- 1936年（47歲）至1946年（46歲），兼任私立勤工學校董事長，將部分海軍資產轉撥勤工學校作教學經費，支持長期辦學，培養出數以千計人才。
- 1937年（56歲），“七七”事變時，正在歐洲考察海軍，聞警迅即回國，指揮海軍抗戰。8月親臨江陰指揮。一夜間建立舉世聞名的江陰封鎖線。 他指揮海軍官兵堅持抗戰，持久勝敵，先後參加上海、武漢等地會戰。國民政府遷都重慶後，積極組織海軍敵後布雷游擊隊，長期打擊敵人，配合全國各戰場的作戰。
- 1938年（49歲），改任海軍總司令。
- 1945年（56歲），以中國代表團海軍顧問身份赴美參加聯合國籌組工作。5月，任中國出席第一次聯合國大會代表團顧問。9月9日，作為中國受降代表之一在南京出席日軍投降儀式；抗戰結束後，不願參與內戰，拒不受命率艦堵截從山東半島渡海挺進遼東的人民解放軍，率長治艦南下台灣視察，返南京後即告辭職。年底遭蔣介石裁免，回福州隱居。
- 1949年（60歲）8月，福州遭共軍佔領前夕，拒絕蔣介石的赴台電召，參與策動部分海軍投共；國共內戰後期，蔣介石預備退守台灣，派人請他赴台，他嚴詞拒絕，影響並帶動一批海軍官兵留下投奔中共，參加中共日後對大陸的建設；福州遭解放軍佔領後，他任福建省人民政府副主席（副省長）、國防委員會委員、華東軍政委員會委員等職。他是全國政協第1屆委員、全國人大第1、2、3屆代表、民革中央副主席。
- 1969年（80歲），3月，患病住院；在生命最後一息，留下遺書，對中國共產黨和中华人民共和国政府的關懷表示銘感終生，並勸告在台國民黨軍政人員為祖國統一事業做出貢獻；7月30日在福州病逝，終年80歲。
- 2009年，在為紀念中華人民共和國成立60年影片《建國大業》中，著名武打巨星李連杰飾演陳紹寬這位曾為中華民國的海軍宿將 。

## 故居

### 故居概況

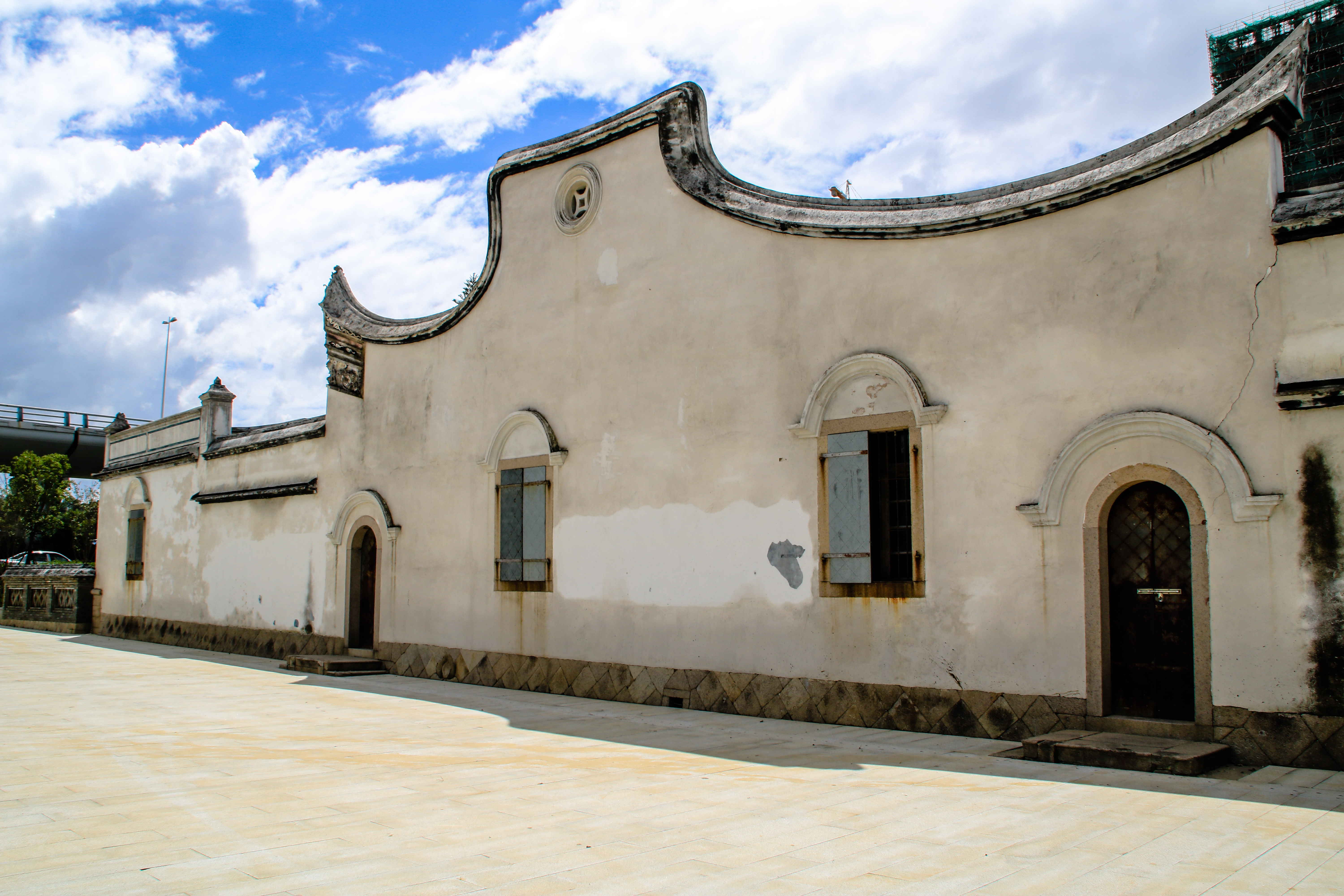
陈绍宽故居

陳紹寬故居位於福州南站西側的站前路，坐北朝南，佔地754平方米，為中、西合璧的建築，建於1921年。抗戰後不願打內戰的陳紹寬回鄉隱居，在這裡生活了23年。故居門前有一處埕，正面牆為西洋建築式樣。高大的鞍形封火牆帶有典型的福州傳統民居的特色，主座為穿鬥式木結構，前、後天井，單進，進深7柱，面闊5間。東批榭現闢為“陳紹寬事蹟展列室”，展列室牆上掛著主人的生平。故居廳堂上有精美的燈槓，前廊的雀替、木垂花引人入勝。 花園故居西後側為後院，正座西側為花園，佔地1,000多平方米。花園內茂密的樹木下由一座月型的水池，一座日型的池塘和一座四周環水的亭子組成，三者間水道相連。這正是海軍職業的再現，日型的池塘象徵大海，月型的水池象徵軍港，四周環水的亭子象徵指揮塔，相連的水道象徵江河。可惜的是，由於年久失修，池塘石駁岸大部分已坍塌，池塘也成一潭死水。
1960年，政府撥款重修陳紹寬故居。陳紹寬的祖宅，也就是他出生的地方，在村中中街的小山坡上與村幼兒園相隔不遠的地方。
1986年，陳紹寬故居被批准為區級文物保護單位。1991年，福州市人民政府公布其為福州市名人故居。為配合福州東部新城的建設，福州市有關部門原計劃將陳紹寬故居搬遷到福州南湖公園。但是為保護故居完整性，福州市人民政府於2010年5月做出叫停搬遷故居的決定，並計劃整修陳紹寬故居。